# 1976 în informatică
- 1975 în informatică — 1976 în informatică — 1977 în informatică

1976 în informatică a însemnat o serie de evenimente noi notabile:

## Premiul Turing
- Michael Rabin și Dana Scott